# Сульфамідна група
Сульфамідна група, сульфонамідна група (рос. сульфамидная [сульфонамидная] группа, англ. sulfonamido group) — електроноакцепторна група -SO2NR2, атом S в якій має sp3-гібридизацію. Може бути первинною –SO2NH2, вторинною –SO2NH– та третинною –SO2N<.
Входить у сульфамідні лікарські субстанції, в яких визначає їх антибактеріальну властивість.